# Bob Beamon
Robert "Bob" Beamon (nascut a Nova York, el 29 d'agost de 1946) és un atleta estatunidenc conegut per la seva plusmarca mundial al salt de llargada, aconseguida als Jocs Olímpics de Mèxic el 1968 amb un registre de 8,90 metres, millorant en 55 cm. la plusmarca anterior. Aquest rècord va estar vigent 22 anys, 10 mesos i 22 dies, fins que va ser superat al Campionat del Món d'Atletisme de Tokio 1991 per Mike Powell, amb un salt de 8,95 metres. El seu salt encara és el rècord olímpic i el segon salt més llarg amb vent legal.

## Primer anys
Robert Beamon va néixer a South Jamaica, Queens, Nova York, de Naomi Brown Beamon i va créixer a les cases jamicanes de New York City Housing Authority. Quan tenia vuit mesos, la seva mare va morir de tuberculosi i, com a conseqüència de l'empresonament del seu padrastre, va ser posat a càrrec de la seva àvia materna, Bessie.
Quan assistia a la Jamaica High School va ser descobert per Larry Ellis, un reconegut entrenador de pista. Més tard, Beamon va passar a formar part de l'equip d'atletisme All-American. Beamon va començar la seva carrera universitària a la North Carolina Agricultural and Technical State University, per estar a prop de la seva àvia malalta. Després de la seva mort, va ser transferit a la Universitat de Texas a El Paso, on va rebre una beca d'atletisme.
El 1965, Beamon va establir un rècord nacional de triple salt a l'escola secundària i va ser segon de la nació en salt de llargada. El 1967 va guanyar el títol de l'AAU indoor i va obtenir una medalla de plata als Jocs Panamericans, tots dos en salt de llargada.
Beamon juntament amb altres onze atletes negres van ser retirats de l'equip d'atletisme de la Universitat de Texas a El Paso (UTEP) la setmana següent a l'assassinat de Martin Luther King Jr. per participar en un boicot a la competició amb la Universitat Brigham Young a causa del que s'ha descrit com ensenyaments racistes del Llibre del Mormó, encara que les declaracions històriques i doctrinals del Llibre del Mormó sobre l'ascendència estan subjectes a múltiples interpretacions. Tot i perdre la seva beca esportiva, Beamon va tornar a la UTEP per continuar els seus estudis després dels Jocs Olímpics de Ciutat de Mèxic. El seu company olímpic Ralph Boston es va convertir en el seu entrenador no oficial.

## 1968 Jocs Olímpics d'Estiu
Beamon va arribar als Jocs Olímpics d'Estiu de 1968 a la Ciutat de Mèxic com el favorit, havent guanyat 22 de les 23 competicions en què havia participat aquell any, incloent-hi el seu millor salt de 8,33 m. i el millor del món de 8,39 metres que no era vàlid per als rècords a causa del vent excessiu. Aquell any va guanyar els títols de salt de llargada cobert i triple de l'AAU i NCAA, així com el títol de salt de llargada a l'aire lliure de l'AAU. Va estar a punt de perdre la final, sobrepassant la línia en els seus dos primers intents en la qualificació. Amb només una oportunitat restant, Beamon va tornar a mesurar la seva carrera d'aproximació des d'un punt davant de la pissarra i va fer un salt just que el va qualificar per a la final. Allà es va enfrontar als dos guanyadors de medalles d'or anteriors, el seu company estatunidenc Ralph Boston (1960) i Lynn Davies de la Gran Bretanya (1964), i el medallista de bronze en dues ocasions Íhor Ter-Ovanessian de la Unió Soviètica.

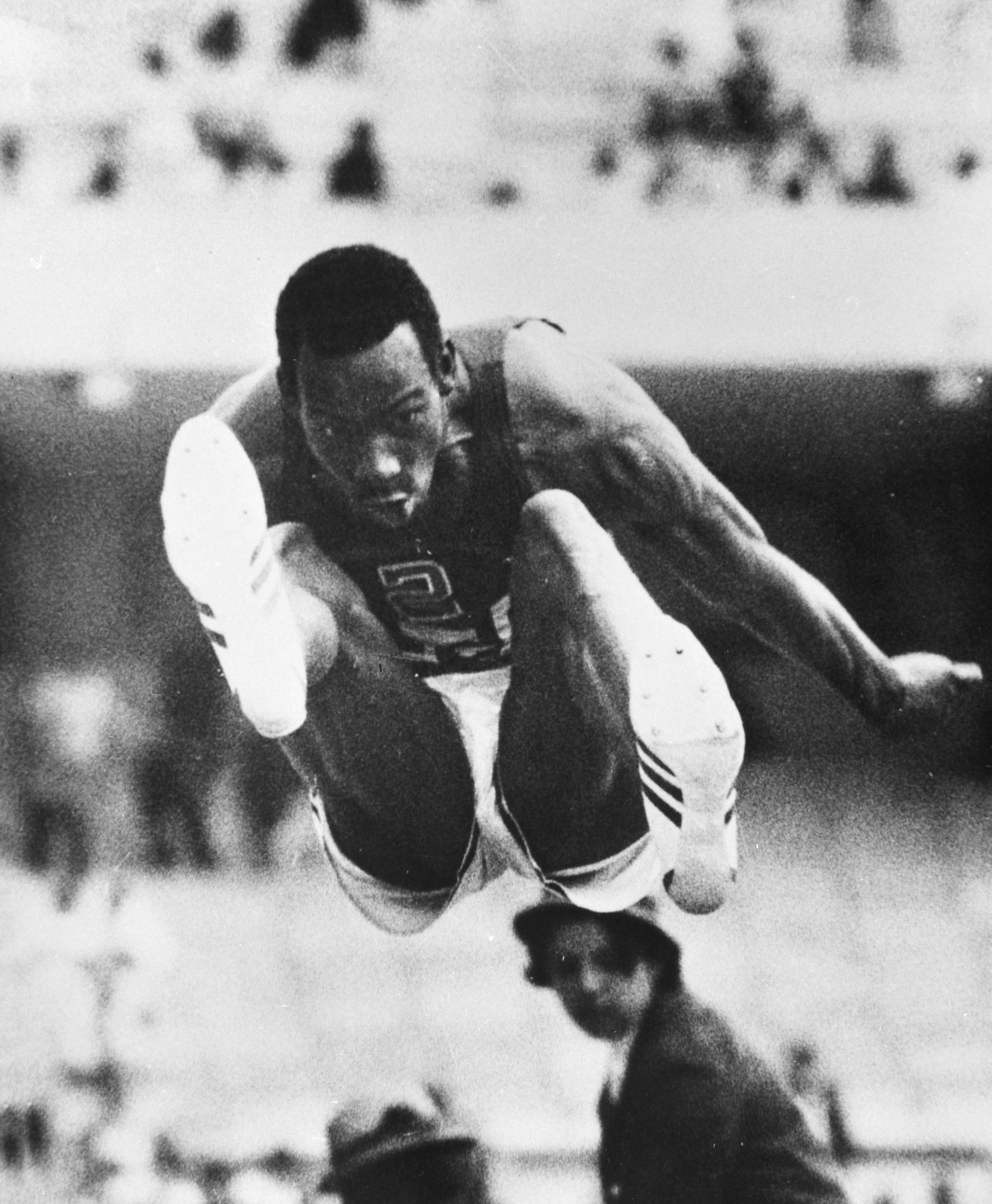
Bob Beamon en el seu històric salt.

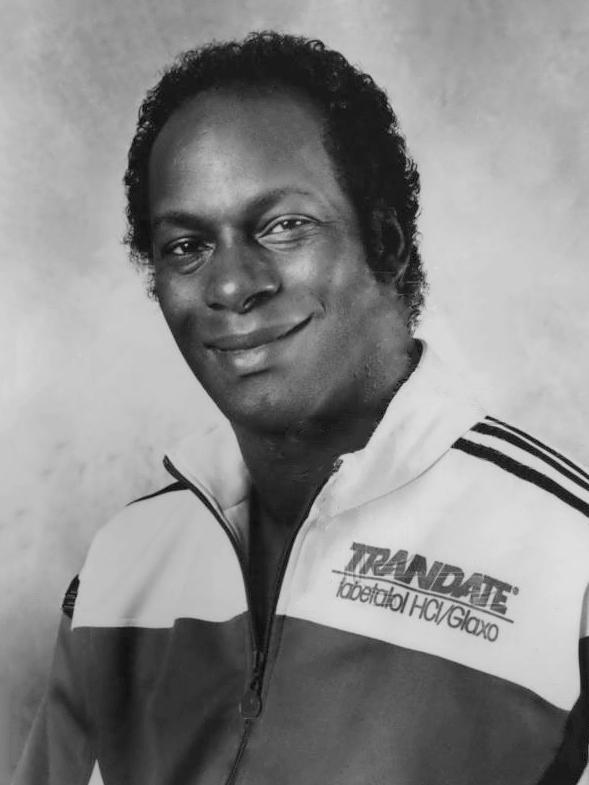
Bob Beamon el 1968.

El 18 d'octubre, Beamon va establir un rècord mundial de salt de longitud amb un primer salt de 8,90 m., superant el rècord existent per 55 cm. Quan el locutor va cridar l'distància per al salt, Beamon - no estan familiaritzats amb el sistema mètric - no es va adonar encara del que havia fet. Quan el seu company d'equip i l'entrenador Ralph Boston li va dir que ell havia trencat el rècord mundial per gairebé 2 peus, les seves cames van cedir i un sorprès i aclaparat Beamon va patir un atac de cataplexia breu provocat pel xoc emocional, i es va desplomar de genolls, el seu cos sigui incapaç de sostenir-se a si mateix, posant les seves mans sobre el seu rostre. En una de les imatges més perdurables dels Jocs, els seus competidors i després el van ajudar a posar-se dret. L'actual campió olímpic Lynn Davies va dir a Beamon, "Has destruït aquest esdeveniment", i en l'argot dels esports, un nou adjectiu -Beamonesque- va entrar en ús per descriure gestes espectaculars.
Abans de salt de Beamon, el rècord mundial s'havia trencat tretze vegades des de 1901, amb un augment mitjana de 6 cm i el major augment era de 15 cm. El rècord mundial de Beamon es va mantindre durant 23 anys fins que Mike Powell el va superar dues vegades en la mateixa competició el 1991, però només un dels dos salts va ser legal. Un periodista va anomenar Beamon "l'home que va veure un raig". El periodista esportiu Dick Schaap va escriure un llibre sobre el salt, The Perfect Jump.
Beamon va aconseguir el seu salt prop de l'altre extrem de la piscina de sorra, però el dispositiu òptic que s'havia instal·lat per a mesurar distàncies de salt no va ser dissenyat per mesurar un salt de tal longitud. Això va obligar els funcionaris a mesurar el salt manualment el que va augmentar l'aura del salt.
En fer el seu salt rècord, Beamon gaudia d'una sèrie de factors ambientals avantatjosos. A una altitud de 2.240 m, l'aire de la Ciutat de Mèxic tenia menys resistència que l'aire a nivell del mar, encara que l'ambient enrarit a la Ciutat de Mèxic hauria fet una diferència de només aproximadament 4 cm. Beamon també es va beneficiar d'un vent de cua de 2 metres per segon en el seu salt, el màxim permès per ser registrat. S'ha estimat que el vent de cua i l'altitud poden haver millorat la distància de salt de longitud de Beamon per 31 cm. A més del rècord de Beamon, es van trencar rècords mundials en la majoria de les carreres de velocitat i esdeveniments de salt dels Jocs Olímpics de 1968. Durant la mateixa hora Lee Evans va establir el rècord mundial de 400 metres que va durar gairebé 20 anys.
Després de guanyar la medalla d'or en la Ciutat de Mèxic, no va tornar a superar els 8,22 m. El salt de Beamon va ser l'única vegada que el rècord mundial s'ha superat en la competició olímpica de salt de longitud masculí, encara que Robert Legendre va establir el rècord durant la competició de pentatló el 1924 i en categoria femenina s'ha establert en tres ocasions (1956, 1964 i 1968).

## Vida posterior
Poc després dels Jocs Olímpics de Ciutat de Mèxic, Beamon va ser seleccionat per Phoenix Suns a la 15ª ronda del Draft de l'NBA del 1969, però mai va jugar un partit de l'NBA.
El 1972 es va graduar a la Universitat Adelphi amb una llicenciatura en sociologia.
Beamon ha treballat en diverses funcions per promoure l'atletisme juvenil, incloses col·laboracions amb l'antic governador de Califòrnia Arnold Schwarzenegger i el treball de Beamon als programes esportius de diverses universitats. És un artista gràfic amb obra exposada per l'Art of the Olympians (AOTO), i va ser el primer director executiu de l'Art of the Olympians Museum de Fort Myers, Florida.
El 1977 Beamon es va convertir en entrenador de pista a l'Alliant International University (antigament coneguda com a U.S. International University) a San Diego.